# 観音寺 (大阪市天王寺区城南寺町)
観音寺（かんのんじ）は、大阪府大阪市天王寺区にある、高野山真言宗の寺院。山号は高津山。
本尊は十一面千手観音。摂津国八十八箇所第十六番札所。
館内には納骨堂、家族葬ホールが併設され仏事ごとが総合的に行える寺院となっている。
寺伝では九条関白の創建と伝わるが、江戸時代初期の兵火により寺史などが焼失し詳細は不明。江戸中期の安永年間（1772～1781年）に月海上人が再興した。